# Bo Christian Larsson
Bo Christian Larsson (* 11. April 1976 in Kristinehamn) ist ein schwedischer Künstler, dessen Medien meist großformatige Zeichnungen, Objekte, Installationen und Performances sind. Er studierte von 1994 bis 1998 an der AKI Academy of Visual Arts in Enschede, Niederlande. 1997 war er für ein Jahr Gaststudent am Western Australia’s College of Fine Arts in Perth, Australien. 2004 bis 2008 lebte und arbeitete er in München, im November 2008 zog Larsson nach Hamburg, wo er für ein Jahr das Philipp-Otto-Runge-Stipendium erhielt.

## Künstlerische Arbeit

### Zeichnungen
Für Larsson beginnt der kreative Prozess mit dem Zeichnen. Der physische Akt des Zeichnens spielt dabei eine große Rolle.
Bo Christian Larsson: „Ich glaube, dass starke Gefühle als Ergebnis ästhetischer Erfahrung ein sehr wichtiger Teil meines kreativen Prozesses sind. Die Betonung von Gefühlen wie Angst und Schrecken – das sind Gefühle, die man erfahren kann, wenn man mit der direkten Bedeutung meiner Arbeiten konfrontiert wird.“
Obwohl die großformatigen Zeichnungen eigenständige Arbeiten sind, bezeichnet Bo Christian Larsson sie in erster Linie als „Blaupausen für die Installationen und Performances.“ So sind seine Installationen in 3D umgesetzte Zeichnungen, die Performances haben für ihn den Stellenwert des Zeichenaktes an sich, nur eben mit Publikum.

### Performances und Installationen
Fast alle Installationen von Bo Christian Larsson entstehen aus einer Performance. Ständiger Begleiter in den Performances ist eine schwarze Perücke, die sein Gesicht verdeckt, durch die er nichts mehr sieht und die somit eine künstliche Dunkelheit erzeugt, die den Blick nach innen auf das Wesentliche lenkt.
Bo Christian Larsson: „Ich finde, es ist das einzige Kostüm, das man überhaupt anziehen kann, das gleichzeitig so wenig und so viel wie möglich mit Deinem Körper macht. Kein großer Aufwand. Du setzt eine Perücke auf und bist eine andere Person. Das hat mich immer fasziniert. Die Perücke habe ich vor meinen Augen. Ich dreh die um, dass ich nichts mehr sehen kann. Das ist ein wichtiger Punkt bei meinen Performances, dass ich mich selbst blind mache, und dass ich nach innen gucken muss. Ich werde eine andere Person und verschwinde in dieser Rolle.“ (Interview im Bayerischen Rundfunk am 24. Juni 2008)
In Larssons Performances treten oftmals die gleichen Protagonisten auf, wie z. B.:
- Sonuvabitch: the constant hunter, on the search for the inner verve.
- Redeemer: the voice of minorities and a judge without a court.
- The Worldhater: A disgusted miserable complainer.
- Pentaman: the indistinguishable hermit.
- Mr. Empire: the silent warrior and guardian of the human ideal.
- The Poet: a perceptive soul and a proud bodyguard of the intellect.
- The Shadow: also known as the Worried Man.

### Objekte
Die Objekte entstehen meist im Verlauf von Performances und Installationen.

## Ausstellungen

### Einzelausstellungen
- 2012: Bo Christian Larsson, Kristinehamns Konstmuseum, Sweden
- 2010: Cataclysmic Raft, Performance on Sylt, Kunstraum Sylt Quelle, Germany
- 2010: A White Mess Pt. 2b, Soundfair, Berlin, Germany
- 2010: Open Space, Art Cologne, Cologne, Germany
- 2010: The Intruder, Tongewoelbe T25, Ingolstadt, Germany
- 2009: Steinle Contemporary, München
- 2009: Magazin 4, Magazin4 - Bregenzer Kunstverein, Bregenz, Österreich (Sept. 2009)
- 2009: Solo Show, Ter Caemer-Meert Contemporary, Nieuwerkerke, Belgien
- 2008: Silverscreams, Gallery Gad, Oslo, Norwegen
- 2008: What was made in the dark, will be brought to the light, Galerie Florian Walch, München
- 2006: An Itchy Howl Under a Skin Coloured Moon, Von Maltzahn Fine Arts, München
- 2006: a mediocre squirt in a commonplace tilts the real, Gallery GAD, Oslo, Norwegen
- 2005: Oil for food, Fuel for fools, Off Space Du Ag, München

## Preise und Auszeichnungen
- 2009 Kunstraum Sylt Quelle, Sylt
- 2008/09 Philipp Otto Runge Stipendium, Hamburg
- 2006 Musik in öffentlichen Raum, Kulturreferat München
- 2002 Young artist, Kristinehamns konstmuseum, Kristinehamn, Schweden

## Sammlungen
- 2008: Staatliche Graphische Sammlung München
- 2006: Städtische Galerie im Lenbachhaus, München
- 2006: Hans Mayer, Düsseldorf
- 2006: Kristinehamns Museum for Modern Art, Kristinehamn, Schweden
- 2006: Statoil / Hydro Collection, Oslo, Norwegen